# 九六式15厘米榴弹炮
九六式十五糎榴弾砲为1930年代中期開発、採用的大日本帝国陸軍的主力重榴弹炮。编入由軍司令部直轄的军炮兵建制的野战重炮兵。

## 開発

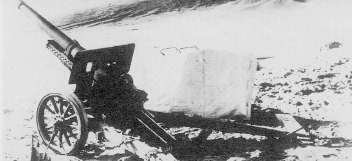
北満冬季試験時的本砲

開発于1920年（大正9年）7月20日，根据「参第398号」研究方針为基础、1926年（大正15年）2月25日的「陸普第644号」改定新榴弾砲性能要求。依据第一次世界大戦欧州戦場的经验教训，设定目标为：
- 最大射程　約12,000m
- 高低射界　-5°至+65°
- 方向射界　約30°
- 運動性：4匹挽马牵引。或汽车牽引

是对现有四年式十五糎榴弾砲的激进现代替代型号。而改进4年15厘米榴弹炮的计划只是延长其寿命的措施，在性能方面没有直接关系。 但受大正时代宇垣裁军的影响，该枪的试制开始时间大大推迟，最终于1934年1月（昭和9年）开始设计。由于形势的变化，停止了挽马牵引，改为只能汽车（拖拉机）牵引。1935年（昭和10年）9月完成了试制炮，并进行了反复的性能测试和缺陷部件的修正。 1937年（昭和12年），即第3年，临时定为九六式十五糎榴弾砲。
与四年式十五糎榴弾砲相比，采用了许多先进技术，例如采用自折叠式炮管和使用板簧的悬挂系统，不仅性能而且操作，例如能够快速安排火炮放列。并且本身的可操作性也得到了改进。另一方面，轮子依旧是木头加实心橡胶（小部分是充气橡胶轮胎），行军速度为24km/h，机动性比英美苏的新型榴弹炮高。  

## 実戦

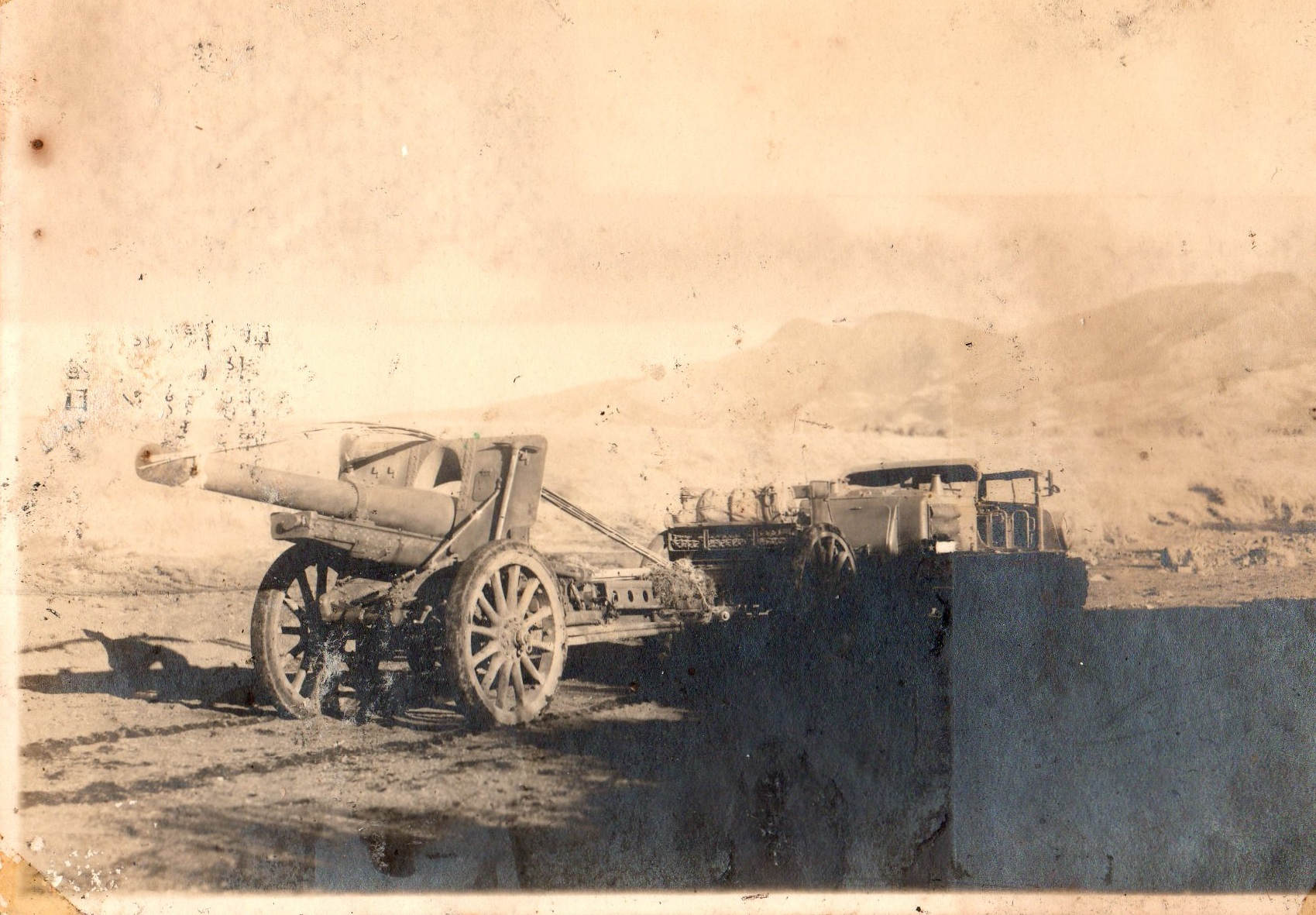
1940年（昭和15年）満州、野戦重砲兵第7連隊的九八式六屯牽引車牽引九六式十五糎榴弾砲的前車。

就在该系统正式采用前，卢沟桥事变暴发。8门96式15厘米榴弹炮全部被派往华北的支那駐屯軍砲兵連隊实战测试。1937年10月，装备该炮的第2营在攻打正定城的国民革命军时，以短延时引信和瞬发引信混用为攻城炮，摧毁城墙，开辟突击路线，开战大获成功。这门性能如预期的火炮受到炮兵部队的高度评价，并于1938年5月（昭和13年）在陆军兵工厂大阪工厂制定标准并开始量产。
抗日战争打响后，1938年9月，在武汉会战中最为惨烈的长江南岸马头镇战役中，原支那駐屯軍砲兵連隊于1938年6月改编的第27山地炮兵团装备此炮，压制中国的反坦克炮部队（不过一门炮被射程更远的中国德造150毫米SFH_18榴彈砲从射程外轰击摧毁）。 1939年（昭和14年）諾門罕事變中，装备此炮的野戦重砲兵第1連隊参战。
1940年（昭和15年）开始，遵从德国陆军（及美国陆军）的标准，被称为“师炮”的野砲兵連隊的野炮（装备改良型三八式野炮和九十式野炮）改用轻榴弹炮（九一式十糎榴弾砲），轻榴弹炮（九一式十糎榴弾砲）改用重榴弹炮（十五糎榴弹）。但由于随后的情况，如国力无法实现这一目标。取而代之的是老式的四年式十五糎榴弾砲可以挽曳。多余的火炮编入野砲兵連隊中。 此外，该炮比同代同级别的重型榴弹炮，如美军的M1 155mm榴弹炮和德军的155mm的SFH_18榴彈砲，重量略轻，最大射程也略短。

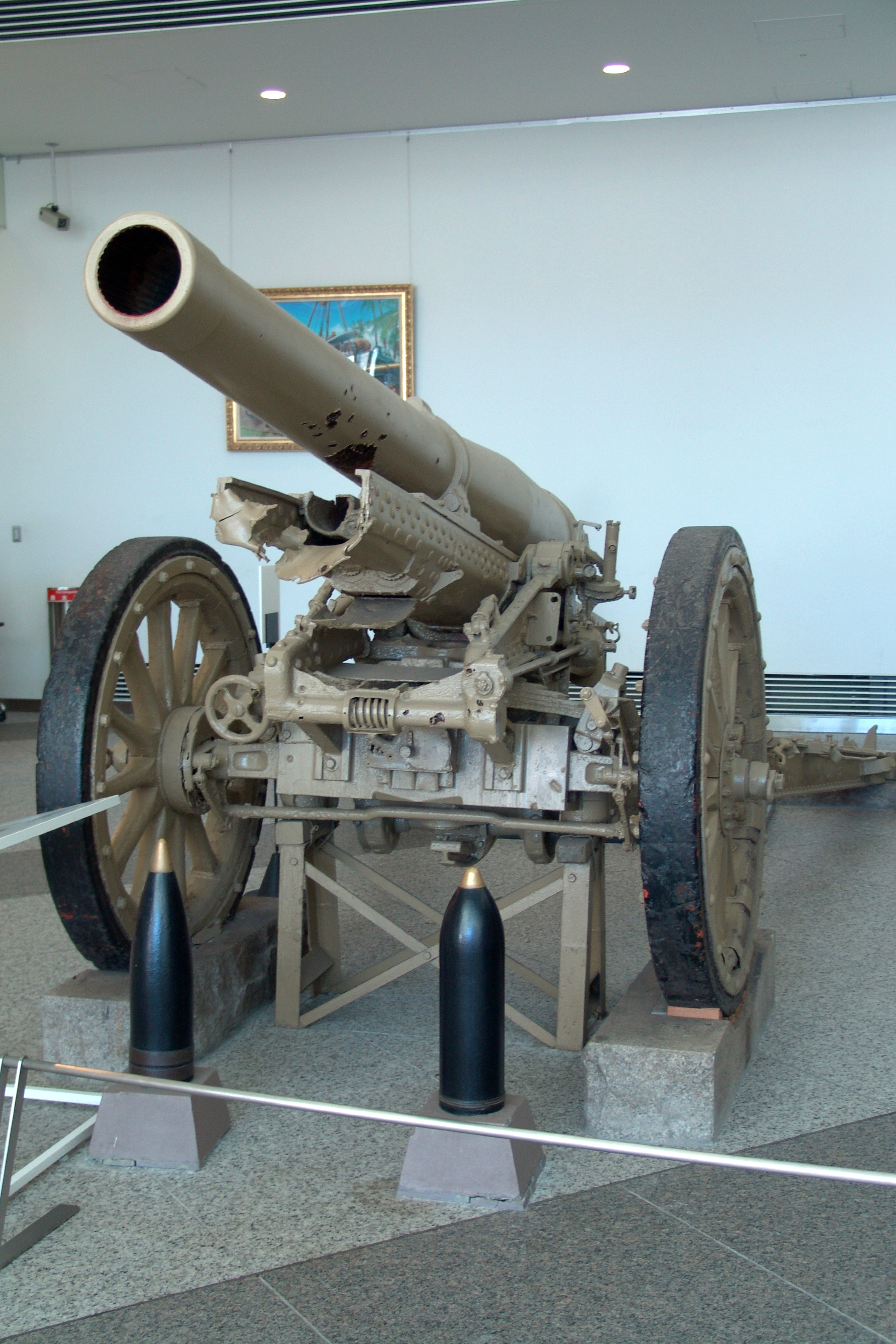
九六式十五糎榴弾砲（防盾欠。遊就館）

太平洋战争中，野戦重砲兵第1連隊的24门大炮参加了南方作戰菲律賓戰役的巴丹半岛和科雷吉多岛。第14军第1炮兵队（以该炮为主力，还装备了九六式二十四糎榴弾砲、四五式240毫米榴彈炮、九六式十五糎加農砲、八九式十五糎加農砲、九二式十糎加農砲、九八式臼砲等）从1942年4月14日起，巴丹半岛南端炮台隔海约10000米的科雷吉多岛美国远东陆军要塞和弗莱尔岛每天都遭到炮击，与300毫米级要塞炮、海岸炮展开炮战。4月19日，240毫米炮弹击中科雷吉多炮台弹药库，360毫米炮被击毁，为战役胜利做出了贡献。
此后，该炮作为野戦重砲兵連隊的主炮，与九二式十糎加農砲一起，在瓜達爾卡納爾島戰役等战场，巧妙地隐蔽炮兵阵地和擾乱炮击。由于零星的成绩，被海军陆战队昵称为“手枪皮特”。 
1945年冲绳岛战役中，野戦重砲兵第1連隊、野戦重砲兵第23連隊成为主力重炮。
到战争结束时的总生产数量为 378 门。

## 穿甲能力
在穿甲方面，根据1945年8月美国陆军部的情报资料，缴获的96式15厘米榴弹炮的穿甲能力为1发穿甲弹1,000码（约914.4米）/4.0英寸（约 101 毫米）、750 码（约 685.8 米）/ 4.4 英寸（约 111 毫米）、500 码（约 457.2 米）/ 4.7 英寸（约 119 毫米）、250 码（约 228.6 米）/ 4.9在（约 124 毫米）。

## 現存砲

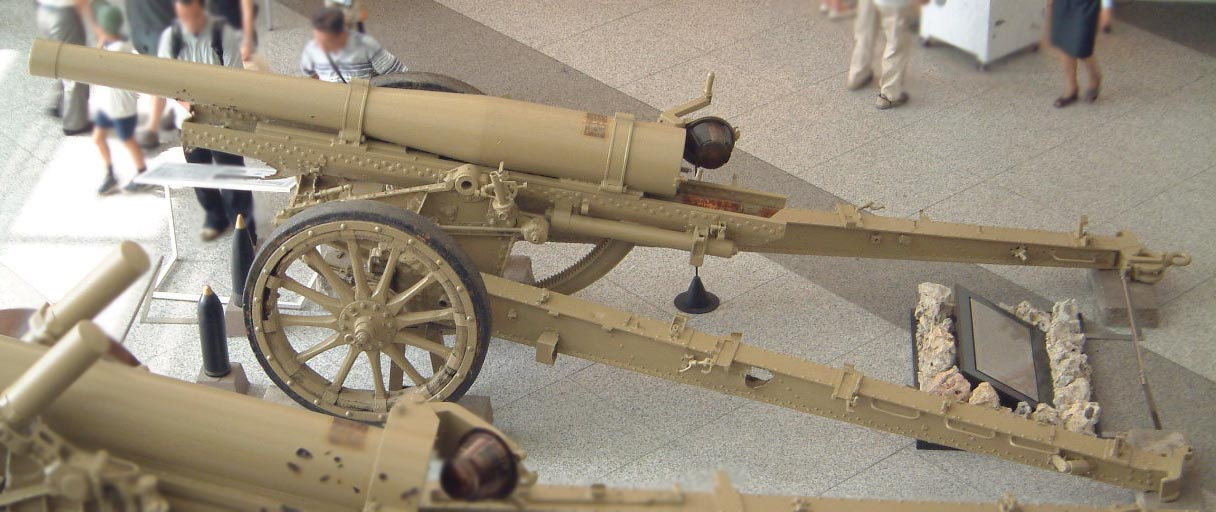
全景（欠防盾。遊就館）

现存的陈列在东京千代田区靖国神社遊就館的一门该炮原属参加冲绳战役的野戦重砲兵第1連隊第2大队第4中队，战后被驻冲绳美军收缴，陈列于冲绳退伍军人协会设施内，1966年（昭和41年）归还日方，展示于靖国神社。此外，在冲绳县西原町的西原中央社区中心，展出了2004年在该镇营壕遗址发现的一门炮。两门炮都缺少炮盾。
日本国外，在中華人民共和国北京市中国人民革命軍事博物館1門国共内战使用过的该炮，防盾和車輪都被改造过。 